# Cyphosperma tanga
Cyphosperma tanga är en enhjärtbladig växtart som först beskrevs av Harold Emery Moore, och fick sitt nu gällande namn av Harold Emery Moore. Cyphosperma tanga ingår i släktet Cyphosperma och familjen Arecaceae. IUCN kategoriserar arten globalt som akut hotad. Inga underarter finns listade i Catalogue of Life.